# Conveni sobre les treballadores i els treballadors domèstics
El Conveni sobre les treballadores i els treballadors domèstics, també conegut com a Conveni sobre el treball decent per a les treballadores i els treballadors domèstics o Conveni número 189, és un conveni de l'Organització Internacional del Treball (OIT) que estableix unes normes laborals per a les treballadores i els treballadors domèstics. Es tracta del conveni número 189 de l'OIT i va ser adoptat durant la seva 100a reunió a Ginebra l'any 2011. Va entrar en vigor el 5 de setembre de 2013. S'estima que a tot el món hi ha almenys entre 53 i 100 milions de treballadores i treballadors domèstics.

## Drets
El conveni estableix els principis i les mesures fonamentals pel que fa a la promoció del treball decent per a les treballadores i treballadors domèstics, de manera que tinguin reconeguts els mateixos drets que la resta de treballadores i treballadors. Entre ells, horaris de treball raonables, descans setmanal de almenys 24 hores consecutives, límits als pagaments en espècie, informació clara sobre els termes i les condicions d'ocupació. A més, els estats ratificants es comprometen a adoptar mesures de protecció contra la violència física, sexual i psicològica i altres formes d'abús, i al compliment d'una edat mínima que sigui consistent amb l'edat mínima en altres tipus d'ocupacions. El conveni reconeix els drets de les treballadores i treballadors domèstics a la llibertat sindical i al reconeixement efectiu del dret de negociació col·lectiva.

## Adopció i entrada en vigor
El conveni va ser sotmès a votació el 16 de juny de 2011 en la conferència de l'OIT a Ginebra i va ser aprovat per 396 vots a favor, 16 vots en contra i 63 abstencions. A data de maig de 2020 el conveni ja havia estat ratificat per 29 estats.

## Campanyes i accions de suport
A Catalunya, la ratificació del Conveni núm. 189 per part de l'Estat espanyol és una de les principals reivindicacions d'associacions de treballadores de la llar i organitzacions sindicals. El 2016, el Parlament de Catalunya va aprovar una resolució que instava al Govern de l'Estat espanyol a ratificar el conveni.